# 大洗町

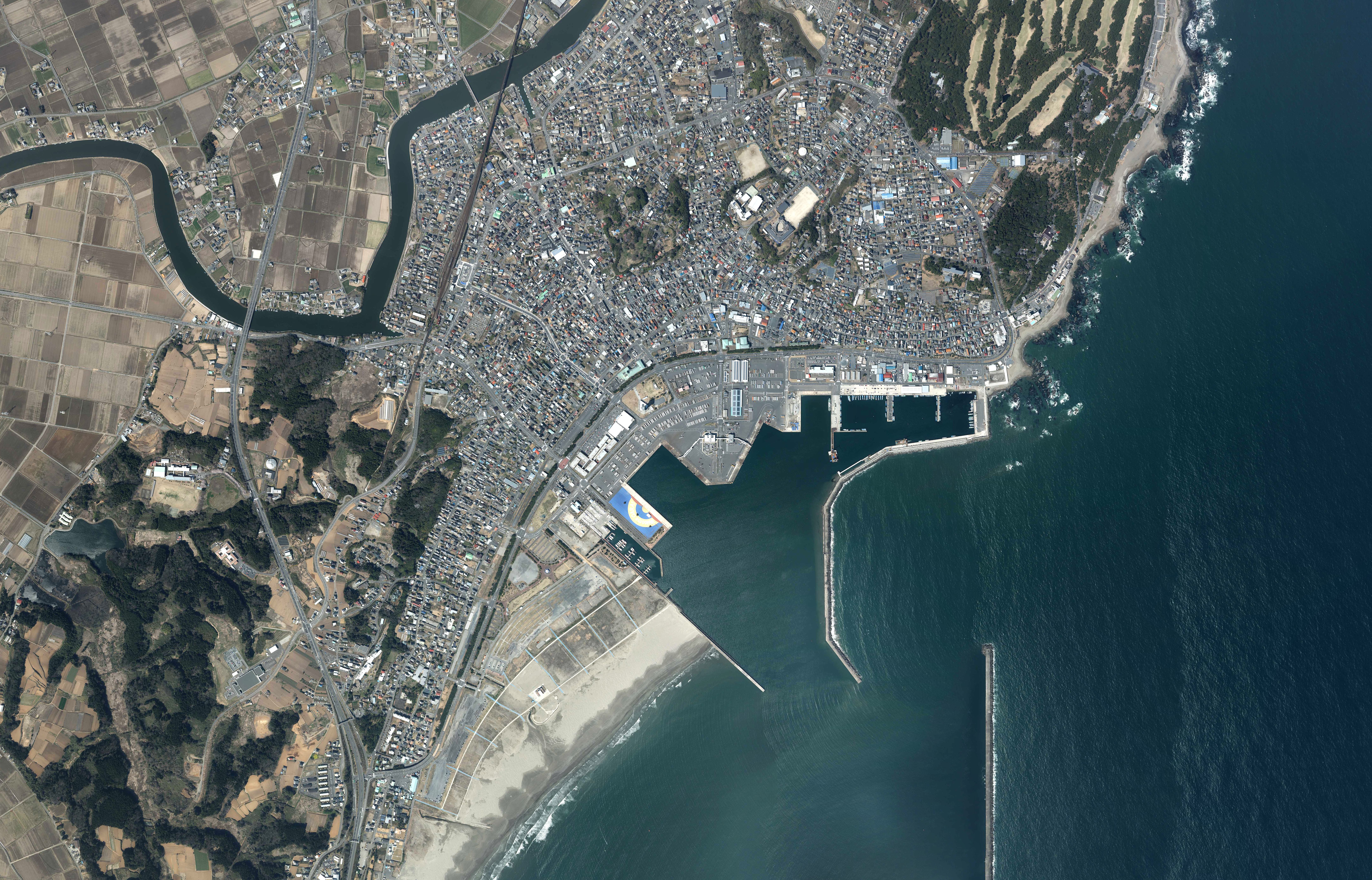
大洗港周辺の空中写真。
2022年4月8日撮影の5枚を合成作成。。

大洗町（おおあらいまち）は、茨城県中部の県央地域に位置し、太平洋岸にある町。東茨城郡に属する。

## 概要
茨城県の海岸線のほぼ中央に位置する港町で、大洗港（港湾法上は茨城港大洗港区）を有する。苫小牧港との間に定期フェリーが就航しており、首都圏と北海道を結ぶ海上交通の結節点である。
年間約440万人が訪れる茨城県有数の観光地でもあり、アクアワールド・大洗（旧・大洗水族館）や大洗磯前神社、大洗シーサイドステーションなどの観光・商業施設、北関東最大の大洗サンビーチ海水浴場等で知られる。2012年に放送されたアニメ『ガールズ&パンツァー』の舞台になり、いわゆる聖地巡礼スポットとしても注目されている。
農業や沿岸漁業も盛んで、アンコウ・シラス・ハマグリ・紅あずま等の農水産物や、その加工品が特産物。また、東海村と並んで多くの原子力関連施設が立地する。

## 地理
- 河川：那珂川
- 河川：涸沼川（ひぬまがわ） - 涸沼とともにヤマトシジミ漁で有名。
- 湖沼：涸沼 - シジミの産地として有名。海水と淡水が交じり合う汽水湖で、釣魚の種類が日本でもっとも豊富な湖沼として知られる。ニシンの太平洋側の生息南限地。
- 海浜：大洗海岸 - 暖流と寒流のぶつかり合う海の潮目で、生息する海藻の種類が日本で最も多い海岸。

### 隣接している自治体
- 水戸市
- ひたちなか市
- 鉾田市
- 東茨城郡茨城町

## 歴史
- 1954年（昭和29年）11月3日 - 東茨城郡磯浜町・大貫町が新設合併し発足。
- 1955年（昭和30年）7月23日 - 鹿島郡旭村の一部（旧夏海村の神山と成田の一部）を大洗町に編入。
- 1958年（昭和33年）12月 - 磯浜港が地方港湾に指定される。これを機に大洗港と改称。
- 1959年（昭和34年）7月 - 四代目海門橋開通。
- 1960年（昭和35年）10月 - 大洗町商工会が発足。
- 1961年（昭和36年）11月 - 大洗港起工。
- 1963年（昭和38年）6月 - 日本原子力研究所誘致。
- 1966年（昭和41年）6月 - 茨城交通水浜線全線廃止。
- 1967年（昭和42年）4月 - 国道51号夏海バイパスが全線供用。茨城県内で初めて完成した4車線道路だった。
- 1967年（昭和42年）11月 - 動力炉・核燃料開発事業団（動燃、現・核燃料サイクル開発機構）誘致。
- 1968年（昭和43年）3月 - 原研大洗研究所の材料試験炉JMTRで臨界達成。
- 1969年（昭和44年）11月 - 魚市場完成。
- 1970年（昭和45年）7月 - 大洗子供の国（水族館・プール）完成。
- 1971年（昭和46年）11月 - 大洗町役場庁舎完成。
- 1972年（昭和47年）2月 - 日本核燃料開発株式会社誘致。
- 1977年（昭和52年）4月 - 高速増殖炉「常陽」臨界達成。
- 1979年（昭和54年）5月 - 大洗港が重要港湾に指定される。
- 1981年（昭和56年）7月 - 大洗子供の国水族館新館完成。
- 1984年（昭和59年）12月 - 大洗町民憲章、町の花・木・鳥制定。
- 1985年（昭和60年）
  - 3月14日 - 鹿島臨海鉄道大洗鹿島線開通。
  - 3月 - 大洗 - 北海道間にカーフェリー就航
- 1988年（昭和63年）10月 - 大洗マリンタワー開業。
- 1992年（平成4年）7月 - 大洗マリーナ開業。
- 1997年（平成9年）7月 - 大洗サンビーチにバリアフリービーチ開設。
- 1999年（平成11年）4月 - 大洗健康福祉センターゆっくら健康館開設。
- 2001年（平成13年）7月 - 大洗わくわく科学館開設。
- 2002年（平成14年）
  - 3月21日 - 大洗水族館がアクアワールド・大洗としてリニューアルオープン。
  - 3月 - 大洗おさかな市開催。
- 2006年（平成18年）3月18日 - 大洗リゾートアウトレットが大洗港付近にオープン。
- 2008年（平成20年）12月25日 - 港湾法上の大洗港、日立港、常陸那珂港が統合され茨城港となる。
- 2009年（平成21年）
  - 9月 - めんたいパーク大洗が茨城港大洗港区付近にオープン。
  - 11月7日 - 映画『大洗にも星はふるなり』が公開される。
- 2010年（平成22年）
  - 4月 - 大洗ビーチテニスクラブが町営移管。
  - 6月 - 幕末と明治の博物館が町営移管。
- 2011年（平成23年）
  - 3月11日 - 東北地方太平洋沖地震（東日本大震災）発生。港湾施設や市街地に大きな被害が出る。津波発生時に「緊急避難命令、緊急避難命令。大至急高台に避難せよ!」との命令口調で避難を呼びかけたことが話題となる（ただし、災害対策基本法に定義される避難命令は現状ないが、警戒区域指定がそれに相当する）。以降、観光業も風評被害で打撃を受ける。
- 2012年（平成24年）10月 - アニメ『ガールズ&パンツァー』放送開始。
- 2013年（平成25年）11月 - 町の公式イメージキャラクター「アライッペ」初披露。
- 2016年（平成28年）4月 - 夕日の郷松川がオープン[3]
- 2018年（平成30年）4月 - 大洗シーサイドステーション（旧・大洗リゾートアウトレット）、アウトレット店舗を含むオープンモール型ショッピングセンターとしてリニューアルオープン。

## 人口
| |                                        |  |
| 大洗町と全国の年齢別人口分布（2005年） | 大洗町の年齢・男女別人口分布（2005年） |  |
| ■紫色 ― 大洗町 ■緑色 ― 日本全国 | ■青色 ― 男性 ■赤色 ― 女性              |  |
| 大洗町（に相当する地域）の人口の推移 \| 1970年（昭和45年） \| 21,654人 \| \| \| 1975年（昭和50年） \| 21,666人 \| \| \| 1980年（昭和55年） \| 21,244人 \| \| \| 1985年（昭和60年） \| 21,047人 \| \| \| 1990年（平成2年） \| 20,745人 \| \| \| 1995年（平成7年） \| 20,446人 \| \| \| 2000年（平成12年） \| 19,957人 \| \| \| 2005年（平成17年） \| 19,205人 \| \| \| 2010年（平成22年） \| 18,328人 \| \| \| 2015年（平成27年） \| 16,886人 \| \| \| 2020年（令和2年） \| 15,715人 \| \| |                                        |  |
| 総務省統計局 国勢調査より |                                        |  |
| 1970年（昭和45年） | 21,654人                               |  |
| 1975年（昭和50年） | 21,666人                               |  |
| 1980年（昭和55年） | 21,244人                               |  |
| 1985年（昭和60年） | 21,047人                               |  |
| 1990年（平成2年） | 20,745人                               |  |
| 1995年（平成7年） | 20,446人                               |  |
| 2000年（平成12年） | 19,957人                               |  |
| 2005年（平成17年） | 19,205人                               |  |
| 2010年（平成22年） | 18,328人                               |  |
| 2015年（平成27年） | 16,886人                               |  |
| 2020年（令和2年） | 15,715人                               |  |

## 行政

### 町長

#### 現職町長
- 町長：国井豊（2020年9月22日就任 1期目）

#### 歴代町長
| 代   | 氏名     | 就任年月日                 | 退任年月日                 |
| ---- | -------- | -------------------------- | -------------------------- |
| 初代 | 加藤清   | 1954年（昭和29年）12月12日 | 1978年（昭和53年）12月11日 |
| 2    | 竹内宏   | 1978年（昭和53年）12月12日 | 1996年（平成8年）8月3日    |
| 3    | 小谷隆亮 | 1996年（平成8年）9月22日   | 2020年（令和2年）9月22日   |

### 広域行政
- 大洗・鉾田・水戸環境組合 - ごみ・し尿処理

## 産業
- 海水浴場
  - 大洗海水浴場
  - 大洗サンビーチ海水浴場
  - 平太郎浜海水浴場
- 原子力施設
  - 日本原子力研究開発機構大洗研究所
  - 日本核燃料開発株式会社
  - 日揮株式会社技術研究所

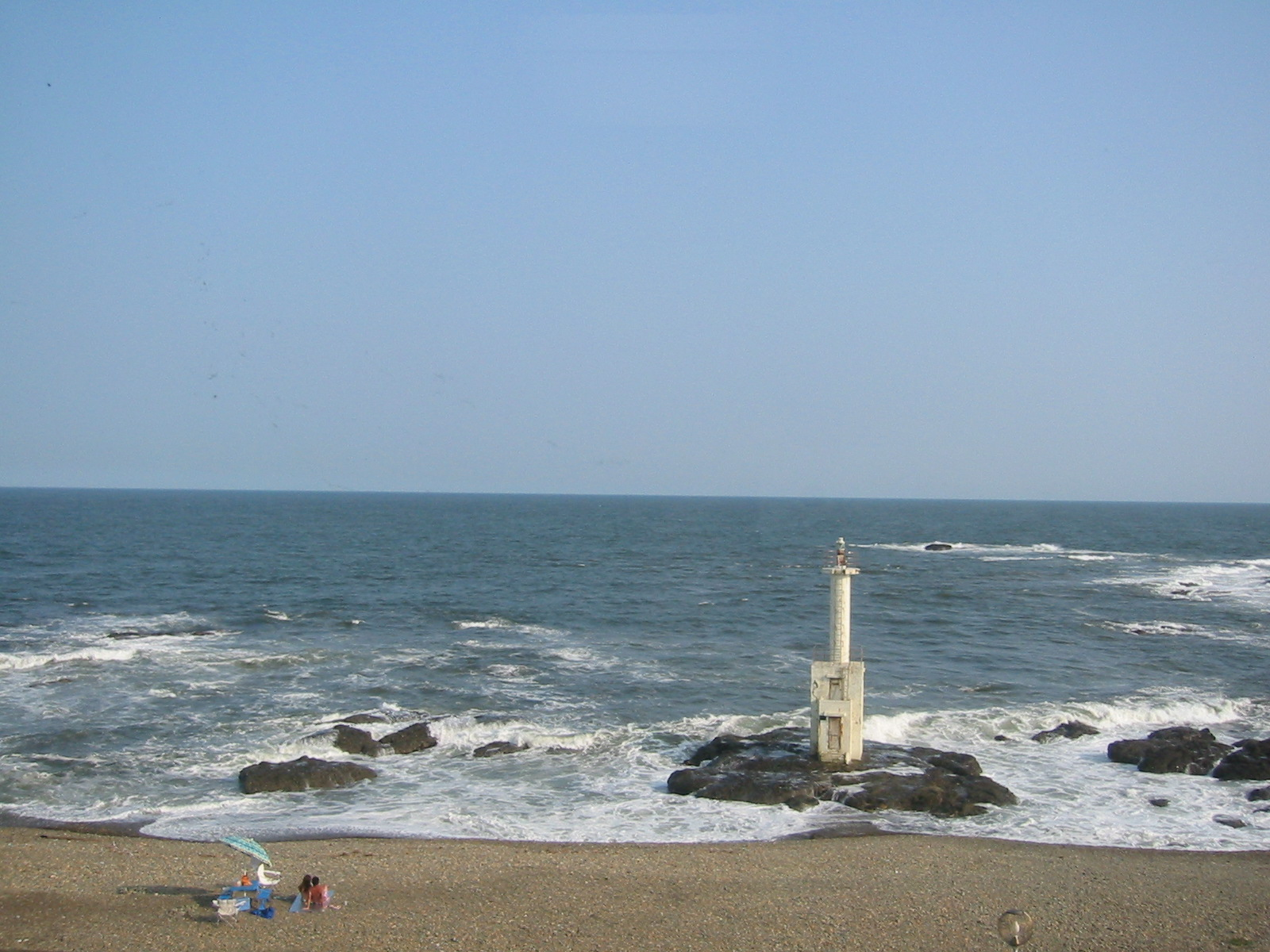
大洗海岸

  - 東北大学金属材料研究所附属量子エネルギー材料科学国際研究センター

### 漁業
- 磯浜漁港
- 茨城港大洗港区水産ふ頭地区
  - 茨城県下有数の沿岸漁業基地であり、5トン未満の漁船が主力となって操業されている。シラスを主とする船びき網、貝類・カレイ類などを主とする小型機船底びき網、スズキ・タイ・ヒラメなどを主とする釣り船など、多種多様な漁種を組み合わせた漁業経営を行っている。ハマグリは日本全国の75%を出荷する。
- 松川漁港
  - 涸沼は、満潮時には海から涸沼川を逆流して淡水と海水が混ざりあう汽水湖となっており、海水魚と淡水魚の両方が生息する。シジミ漁が盛んであり、宍道湖、十三湖と並ぶ日本三大シジミの産地として知られ、「ひぬまやまとしじみ」のブランドで販売されている。また、ハゼやシラウオの漁も盛んである。

## 教育施設

### 幼稚園
- 大洗町立祝町幼稚園

### 小学校
- 大洗町立大洗小学校
- 大洗町立南小学校

### 中学校
- 大洗町立第一中学校
- 大洗町立南中学校

### 高等学校
- 茨城県立大洗高等学校

## 交通

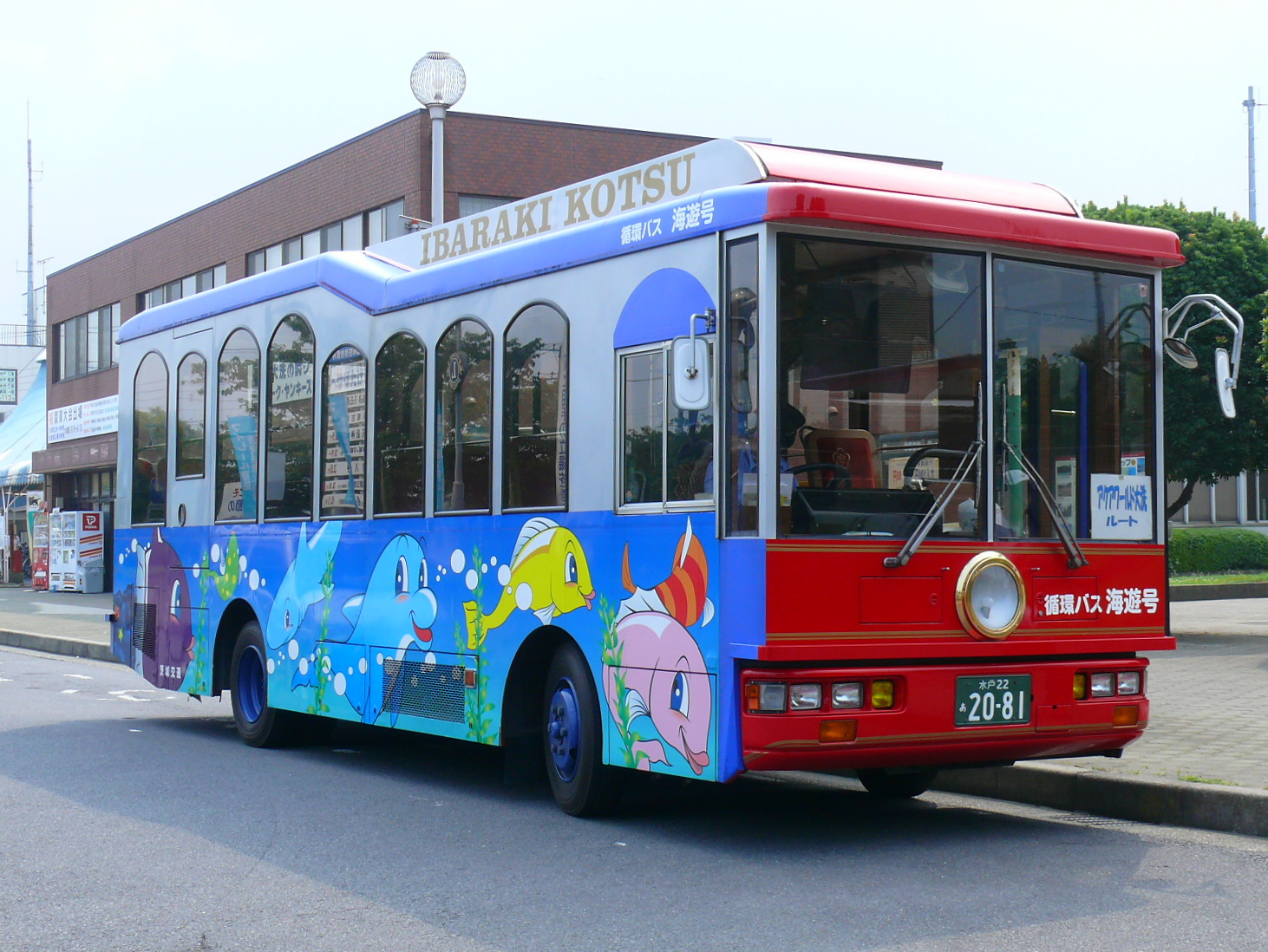
大洗循環バス
大洗駅を起点に町内の名所等を回るコミュニティバス「海遊号」（2007年8月5日）

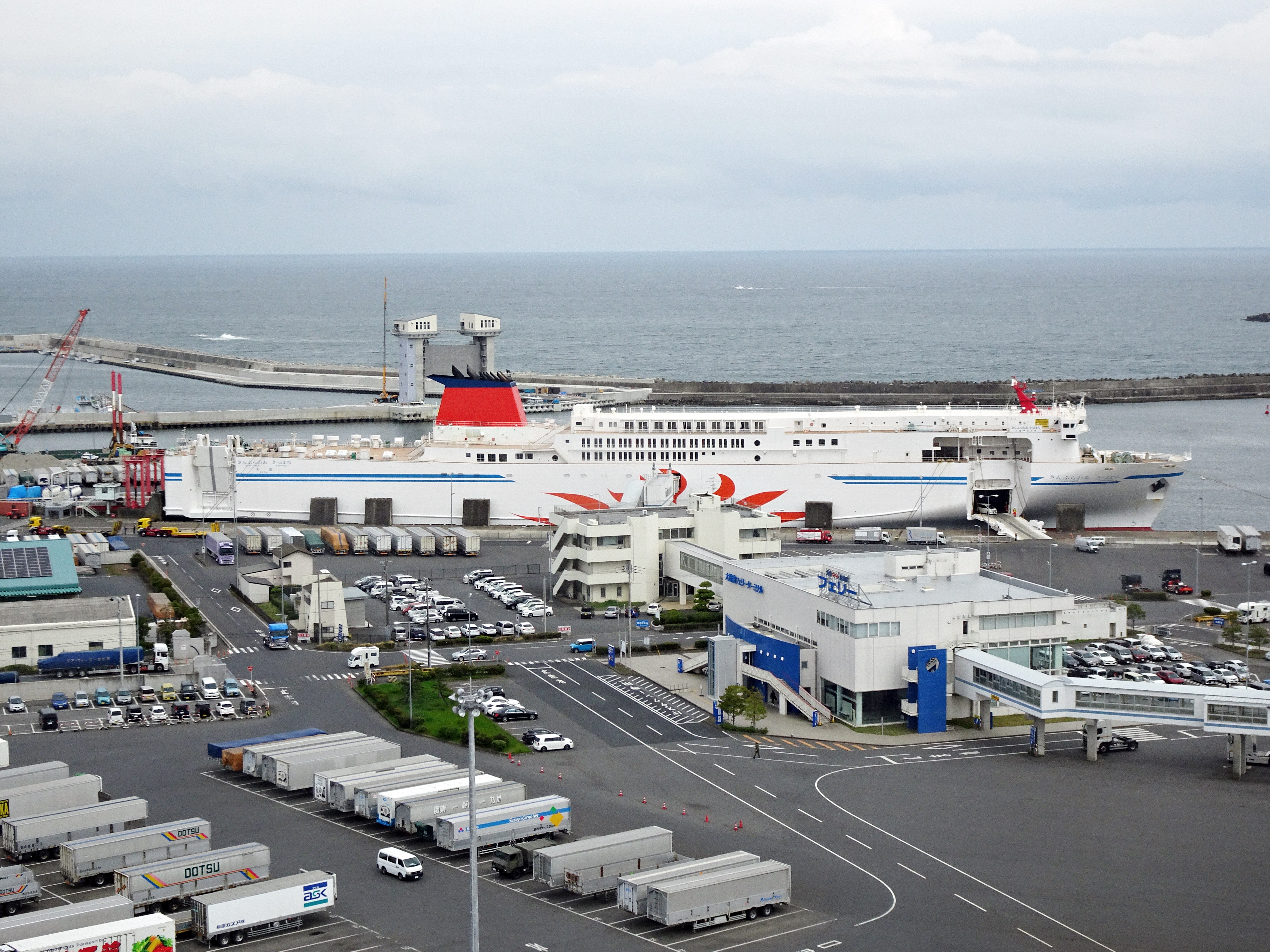
フェリー「さんふらわあ」と大洗港

### 港湾
- 茨城港大洗港区（中核国際港湾・重要港湾）
  - 商船三井さんふらわあ（大洗港 - 苫小牧港）

### 鉄道
鹿島臨海鉄道
- 大洗鹿島線：大洗駅

大洗鹿島線開業前の1966年までは、路面電車の茨城交通水浜線が水戸市との間を結んでいた。

### バス
コミュニティバス
- 大洗循環バス

一般路線バス
- 茨城交通

高速バス
- 高速バス「ローズライナー」成田空港 - 大洗駅・水戸駅・勝田駅・東海駅・日立駅（茨城交通、千葉交通が共同運行）
- 成田空港 - 大洗駅・茨城県庁前（茨城交通、関東鉄道が共同運行）：2023年7月20日 - 2023年12月20日の毎日運行（実証運行）

### 道路
一般国道
- 国道51号
  - 北方面 - 水戸・国道50号・笠間・筑西
    - 水戸市塩崎町交差点より(国道245号経由) - ひたちなか・東海・日立
    - 南方面 - 鉾田・鹿嶋・潮来・香取・成田・千葉

都道府県道
- 主要地方道
  - 茨城県道2号水戸鉾田佐原線
  - 茨城県道16号大洗友部線
- 一般県道
  - 茨城県道106号長岡大洗線
  - 茨城県道108号那珂湊大洗線
  - 茨城県道173号大洗公園線
- 自転車道
  - 茨城県道500号茨城大洗自転車道線

## 名所・旧跡・観光スポット・祭事・催事

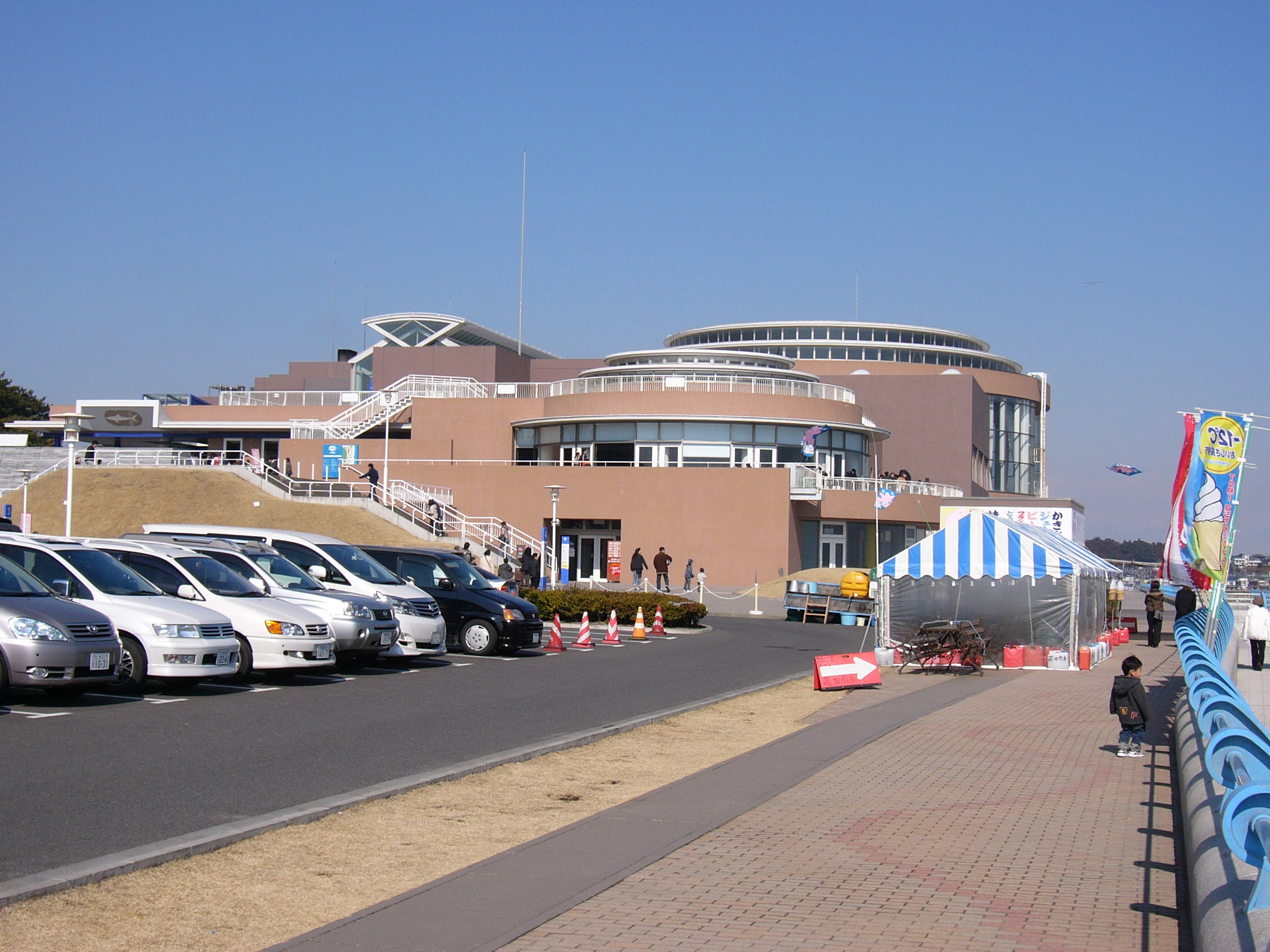
アクアワールド・大洗

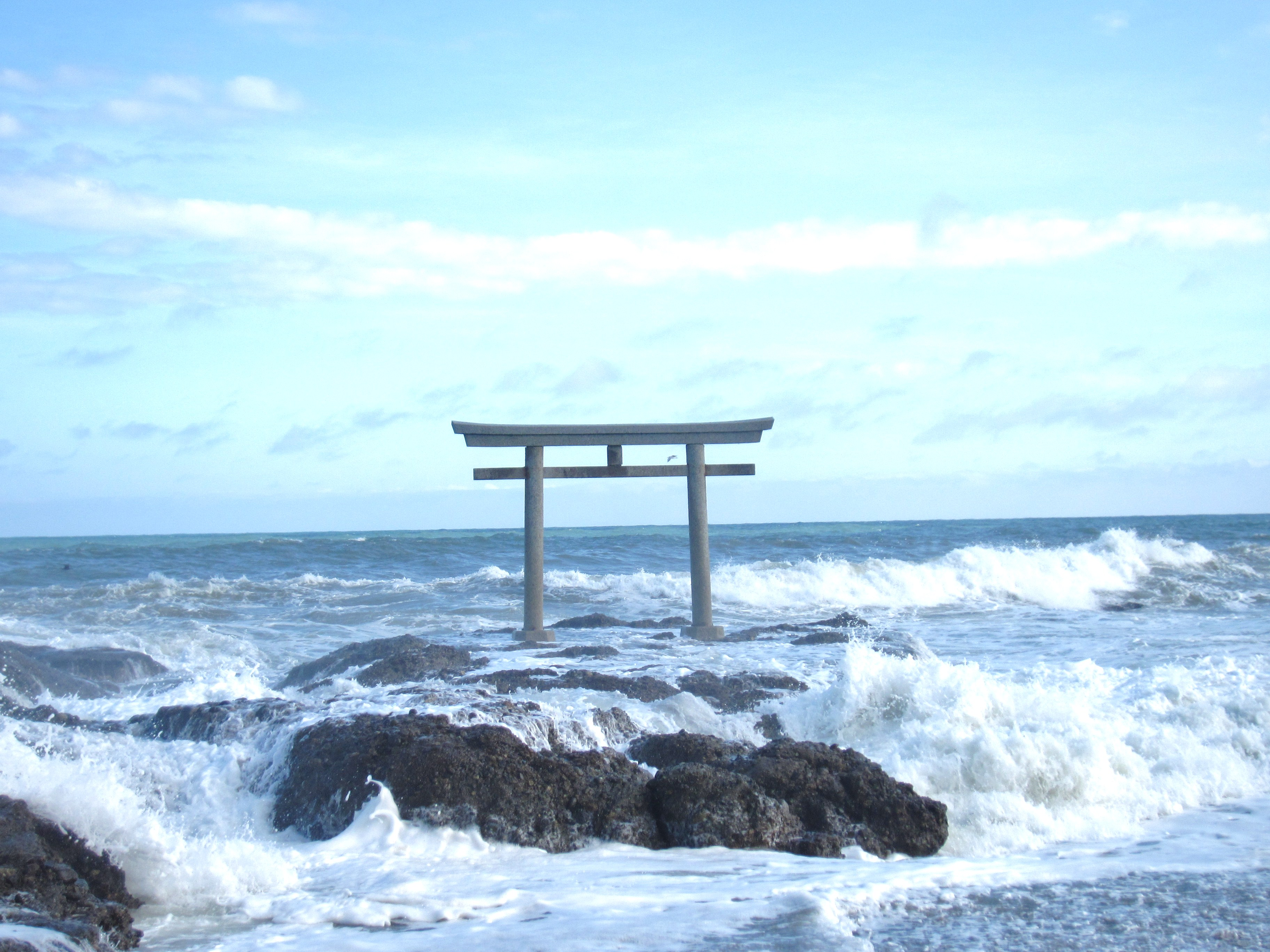
神磯の鳥居

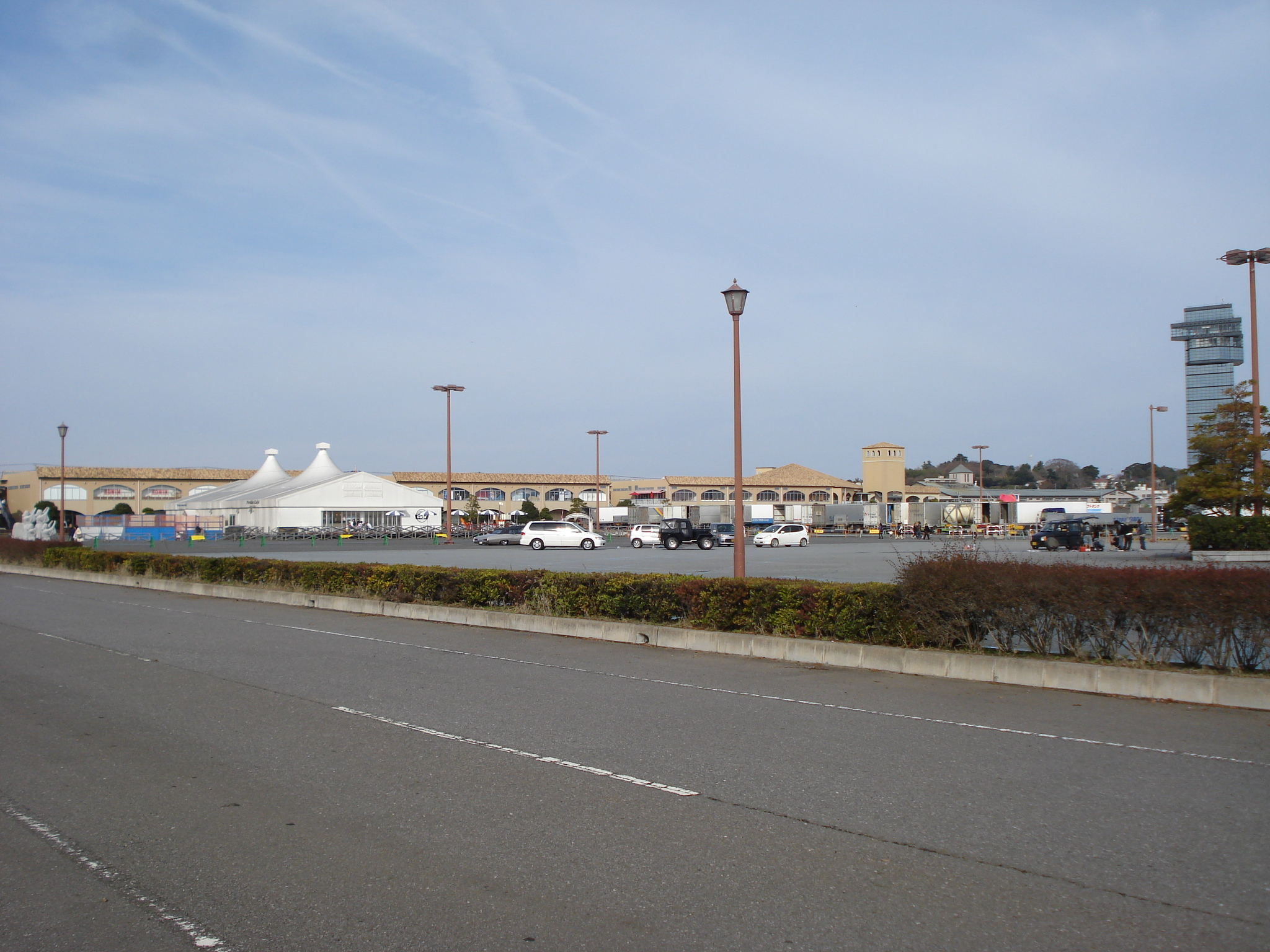
大洗シーサイドステーション

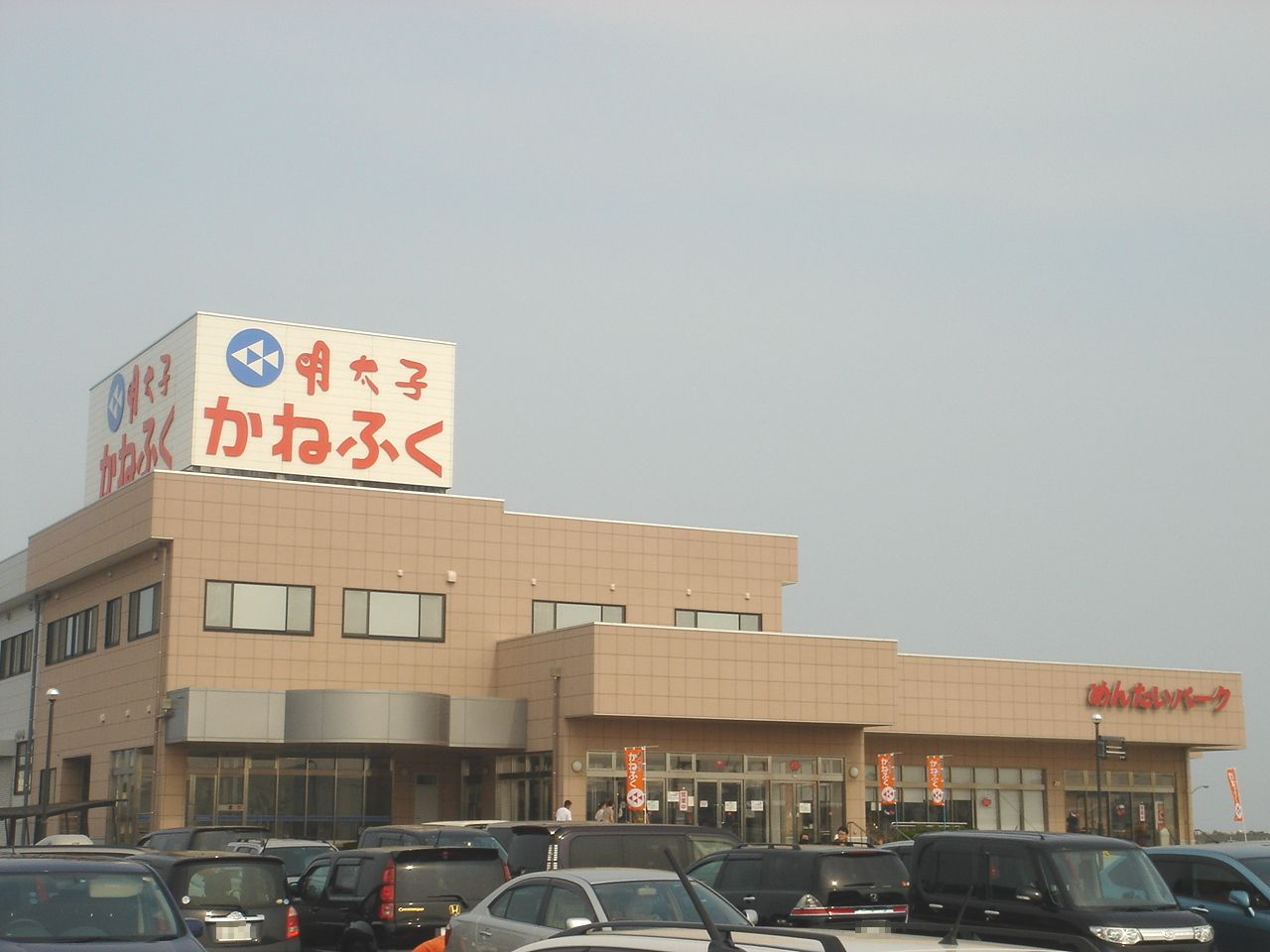
めんたいパーク大洗

- アクアワールド・大洗 - 茨城県最大、全国でもトップクラスの規模の大型水族館。
- 大洗磯前神社 - 日本三大民謡の磯節で「大洗さま」とうたわれている神社。現在でも通称は「大洗さま」。
  - 鮟鱇奉納庖丁式 - 毎年10月の最終日曜日に執り行われる。
  - 菊まつり - 10月下旬〜11月下旬に開催される菊の展覧会。
  - 大洗海洋博物館 - 境内に立つ海洋生物の博物館。
  - 神磯の鳥居 - 大洗磯前神社の鳥居のひとつで風景写真家に人気のスポット。徳川光圀が景観を称えた、荒磯に立つ鳥居。
    - 大洗美術館 - 神磯の鳥居の正面にある、絵画などが中心の小さな美術館。神磯の鳥居を眺める展望室がある。
- 巖船の夕照 - 水戸八景の1つ。
- 大洗マリンタワー - 地上60mの展望台。大洗港周辺を一望できる。毎月第1、第3日曜日（1月、8月を除く）にフリーマーケットが開催される。
  - 大洗春祭り 海楽フェスタ - 2012年に第1回を開催。タワー前の広場で毎年3月に開催されるイベント。
  - 盆踊りの夕べ - タワー前の広場で毎年8月に開催される盆踊り祭り。
- 大洗わくわく科学館
  - 科学と水のきらきらパーク - 遊具やミスト噴水などがある、科学館隣の公園。大洗サンビーチ前。
- 大洗町幕末と明治の博物館
  - 大洗キャンプ場 - 各種施設が完備されている町営キャンプ場。
- 大洗サンビーチキャンプ場 - NPO法人・大洗海の大学が運営している、各種施設が完備されているキャンプ場。
- 茨城県立児童センター こどもの城 - 子供向けのミニアスレチック、宿泊施設、キャンプ場などの設備がある児童厚生施設。大洗海岸の道路向かいにある。
- 大洗ゴルフ倶楽部 - 日本ゴルフツアー機構（JGTO）公認のトーナメント「ダイヤモンドカップゴルフ」の会場として使われる名門ゴルフ場（JGAコースレート 男性74.4 女性79.8）。
- 太平洋アソシエイツ大洗シャーウッドコース - ゴルフ場。JLPGAツアー2001年太平洋クラブレディースレーベンカップ開催地（JGAコースレート 男性71.2 女性76.3）。
- 大洗温泉（ナトリウム塩化物泉）
  - 大洗町健康福祉センター ゆっくら健康館 - プールやスポーツジム完備の日帰りの温泉施設。
- 大洗シーサイドステーション - 旧称・大洗リゾートアウトレット。茨城県内初のアウトレットモールとして2006年3月18日に開業。2017年7月、運営母体だった八ヶ岳モールマネージメントが株式会社不動研に施設を売却して撤退し、名称変更。入居テナントはそのまま営業しながら、2018年4月にアウトレット店舗を含むショッピングセンターとしてリニューアルオープン[5]。
- 大洗八朔祭 - 毎年8月の最終土曜・日曜日に開催される夏祭り。山車巡行、神輿渡御、磯節パレードなど。
- 大洗サンビーチ海水浴場 - 快水浴場百選に選ばれている海水浴場。一部地域（南側の一角に限定）で潮干狩りもできる。
  - 大洗海上花火大会 - 毎年7月最終土曜日に大洗サンビーチ海水浴場で開催される花火大会である。打ち上げ数は3000発で8万人が訪れる。
  - ビーチバレー in 大洗 - 毎年夏に開催される国内有数のビーチバレー大会。
  - 全日本ビーチ・レスリング選手権大会 - 毎年夏に開催される日本レスリング協会主催の大会。
  - OARAI CUP サーフィン&ボディボード - 毎年9月に開催されるサーフィン＆ボディボードの大会。
- 大洗海岸 - 夏に海水浴客やサーファーが集まる。夏以外もサーファーの利用客が多い。岩場も多くあり、磯の生物が多彩。海藻の種類が日本で最も多い海岸。
  - ISU茨城サーフィンクラシック - 毎年9月開催されるサーフィンの大会。
- 平太郎浜海水浴場 - 小さな海水浴場。大洗ホテル前。4車線の県道2号線沿いで大洗サンビーチに比べると海までの距離も近いため、交通のアクセスがよい。
- めんたいパーク大洗 - めんたいこの工場見学ができる観光施設。
- 大洗魚市場 - 大洗漁港前にある魚市場。周辺には地物などを扱う土産物店や飲食店が立ち並んでいる。
  - 大洗漁協直営　かあちゃんの店
  - 海山直売センター いきいき
  - 大洗海鮮市場
- 大洗マリーナ
  - 茨城ボートフェア - 毎年春に開催される北関東最大のマリン用品展示会。ボートや水上オートバイの展示や体験試乗会などが中心である。
  - 大洗マリーナヨットレース大会 - 年に6回開催されているヨットレース大会。
  - 茨城ビルフィッシュトーナメント - 毎年8月に開催される海釣りの大会。
- 大洗港魚つり園 - 防波堤を利用している全国でも数少ない磯釣りの魚釣園施設
- 大洗町商工感謝祭 - 毎年11月上旬に開催されるイベント。
- 大洗あんこう祭 - 毎年11月に開催される、あんこうの吊るし切り、あんこう汁配布などが中心のイベント。
  - 大洗舞祭 - 毎年11月に開催される子供中心の踊りのコンテスト。あんこう祭の前後の日に開催されることが多い。
- 大洗農産物まつり - 毎年12月に開催される農産物販売イベント
- 大洗町総合運動公園 - 陸上競技場などがある運動公園。全国体操小学生大会の主要開催地。
- 鴎松亭 - 市町村・都市職員共済組合の保養施設で7年連続全国1位の宿泊利用率の実績を持つ宿泊施設。
- 立正護国堂 - 日蓮宗寺院。1932年、住職だった井上日召がここを拠点に暗殺集団を結成し、血盟団事件を起こした。
- 願入寺

### 食文化

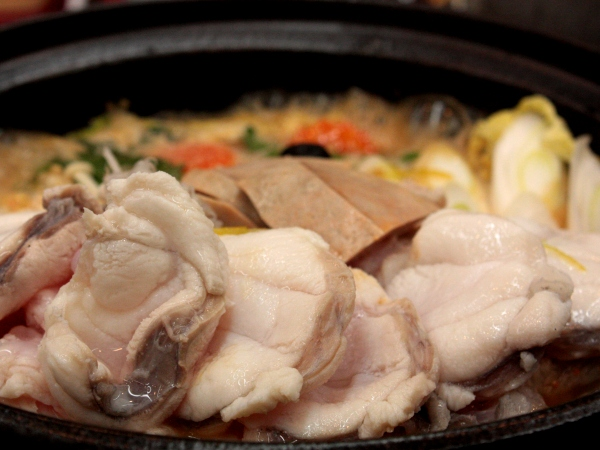
大洗冬の名物、あんこう鍋

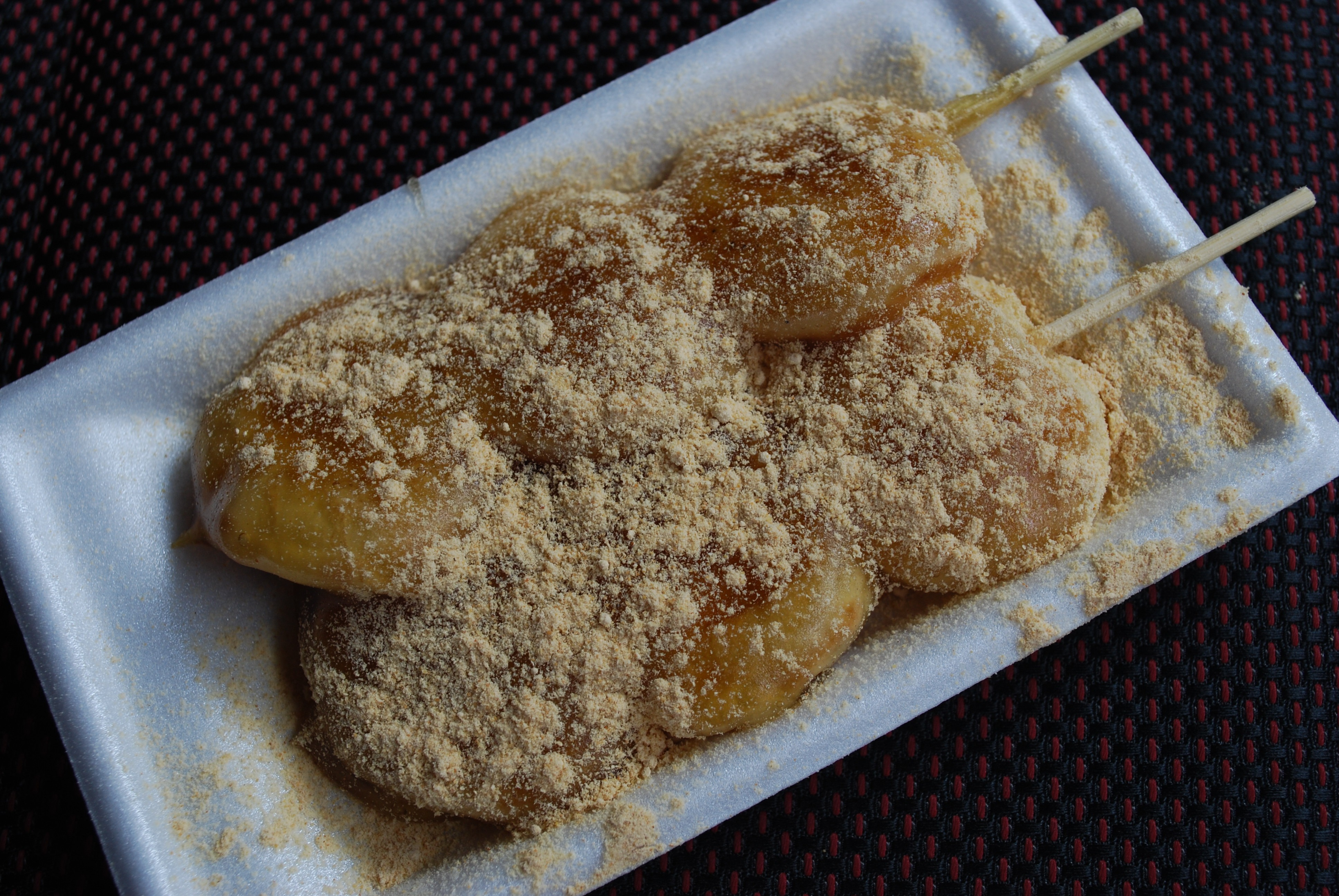
大洗名物、みつだんご

- 冬の茨城を象徴する味覚アンコウを堪能できる大洗あんこう祭を1998年から毎年11月中頃に開催している[6]。
- あんこう鍋 - 大洗冬の名物料理。ほとんどの和食店で用意され主に味噌味が多い。
- あん肝 - 大洗冬の名物。海のフォアグラと呼ばれることもある。江戸時代の5大珍味「三鳥二魚」のひとつ。ほとんどの和食店で用意される単品メニュー。
- アンコウの唐揚げ - 大洗の冬の名物。大洗海鮮市場などの定食メニューであるほか、単品メニューとして取り扱っている店もある。
- アンコウの共酢 - 水戸藩で古くから食されていたアンコウの伝統料理。
- 焼きハマグリ - 大洗の名物。大洗産鹿島灘はまぐりの最大級のサイズのものが使用されることが多く、値段もそれなり。ほとんどの和食店で用意される単品メニュー。
- みつだんご[リンク切れ] - 溶いた小麦粉でつくった団子を焼いて串に挿し、砂糖や醤油、片栗粉などを混ぜた「みつ」を絡めさせ、きな粉をまぶした菓子[7]。
- たらし[リンク切れ] - ゆるく溶いた小麦粉に好みの具を入れて、醤油かソースで味付けしたシンプルな鉄板焼。駄菓子屋などで提供。
- 生しらす丼 - 大洗産のとれたての生のシラスをのせたシンプルな丼。多くの和食店で用意される。卵をのせる店もある。

#### 駅弁
- 印籠弁当 - 水戸黄門の印籠の形をしたケースに入った弁当。もともとは水戸駅の駅弁だったが2010年1月に製造元の鈴木屋（水戸市）が倒産、大洗町の万年屋が意匠と製造販売を引き継ぎ、大洗駅などで販売している。大洗シーサイドステーション内の『大洗まいわい市場』で、印籠弁当（小）が売られていることもある。
- 三浜たこめし - 大洗リゾートアウトレットのまいわい市場で、たこめしおにぎりが売られていることもある。
- ダイダラボウのはまぐりめし - ソフトハマグリの釜飯風の弁当。
- 磯節弁当 - 『王様のブランチ』行楽駅弁ランキング全国6位に選ばれた名物駅弁。

### 特産品
- シラス
- 鹿島灘はまぐり
- 戻りガツオ
- 岩ガキ
- 地酒
- 芋焼酎
- サツマイモ（紅あずま）
- ダイコン
- 干物
- アンコウ
- タコ - 三浜地区（磯浜（大洗町磯浜町周辺）・那珂湊・平磯）はタコの加工高世界一
- 涸沼しじみ - 日本三大シジミ（涸沼しじみ・十三湖しじみ・宍道湖しじみ）
- 日の出米（ひのでまい）- 大洗町水田農業担い手組合のメンバーが生産している特別栽培米。

## 著名な出身者
- 郡祐一（政治家、参議院議員）
- 亀山甚（実業家、常陽銀行創設者・初代頭取、元全国地方銀行協会会長）
- 石井藤吉郎（野球選手、早稲田大学野球部監督）
- 井川慶（野球選手、元阪神タイガース）
- 大久保博元（元野球選手、東北楽天ゴールデンイーグルス元監督）
- 田山寛豪（元トライアスロン選手、2004年アテネオリンピック日本代表）
- 天空海翔馬（大相撲力士、前頭）
- 鹿嶌洋起市（大相撲力士、前頭）
- ゆよゆっぺ（ミュージシャン）

## スポーツ
2017年（平成29年）11月21日より、J2リーグの水戸ホーリーホックのホームタウンとなっている。

## 大洗町を舞台とした作品

### アニメ
- あしたのジョー - 1971年放送、第67話「小さな冒険旅行」で、地方のドサ回りに出かけた矢吹丈から丹下段平あてに葉書が届く。「俺は今海の見える町にいる。大洗と言う港町だ。」と書かれていた葉書をたよりに子供たちが大洗を目指す。上野駅で「『ダイアラウ』へ行きたいけど何番線ですか？」と聞き、「『ダイアラウ』じゃないよ『オオアライ』って読むんだよ」と言われる。無賃乗車、徒歩、最後は保線区の人のトロッコに助けられ大洗へ着き、大洗海岸でランニングしていた矢吹丈に再会する。
- 御先祖様万々歳! - 1989年制作。第4話「捲土重来」で主人公一家が季節外れの大洗海水浴場海の家で集結する。

#### 『ガールズ&パンツァー』とのタイアップ
- ガールズ&パンツァー - 2012年 - 2013年放送、2015年映画第1弾、最終章として2017年から全6話にて映画化。地域タイアップとしてイベントも開催された。詳しくは「ガールズ&パンツァー#地域タイアップ」を参照。

北関東随一の海水浴場を有する大洗町は以前より県内屈指の観光地として栄えた町だったが、2012年放映のアニメ『ガールズ&パンツァー』でその舞台が大洗町と設定されると、同作のヒットとともに町の知名度が急上昇した。同作には町にある実在の建物や店舗がいくつも登場しており、そこを目当てにした全国のファンが舞台となった町を訪れる、いわゆる「聖地巡礼」という形で観光に訪れるようになった。
前年に発生した東日本大震災の風評被害で観光業も打撃を受けていたこともあり、震災復興の願いも込めて、大洗町および関係各所も積極的な姿勢でタイアップを行った。地元の祭りに関連コーナーを設けるのみならず、鹿島臨海鉄道大洗鹿島線によるラッピング車両、商店街各店舗にキャラクターのポップの設置、さらには自衛隊による実物の戦車の展示まで行った。鉄路での町の玄関口となる大洗駅構内の観光案内所では、各種戦車や大洗鹿島線車両の模型、ガルパン関連のご当地グッズなどが各種展示されており、グッズは売店で購入することが出来る。

### 小説
- 大洗の月 - 井上靖の短編小説。1953年に初出。9月の満月を見るためにふらりと出かけた大洗での出来事を描いた作品。
- 巨人の磯 - 松本清張の短編小説。1970年に初出。大洗磯前神社近くの大洗海岸で発見された殺人死体の捜査を描く。

### 映画
- 大洗にも星はふるなり - 舞台劇を原作とし2009年に劇場公開された。

### テレビドラマ
- さいごの約束 - 2006年放送。「月の井酒造店」６代目店主の妻の坂本敬子氏原作の手記「さいごの約束」(文藝春秋社刊)のテレビドラマ化作品。有機の酒「和の月(なのつき)」の誕生にまつわる夫婦の物語。フジテレビ系列。
- ドクターY〜外科医・加地秀樹〜 - 2016年制作。ドクターX〜外科医・大門未知子〜のスピンオフ作品。

## 関連文献
- 大洗町史編さん委員会 編『大洗町史』大洗町〈通史編〉、1986年3月31日。NDLJP:9643950。(要登録)